# Zack Meyer
Zack Meyer (* 4. August 1992 in Toronto, Ontario) ist ein kanadischer Automobilrennfahrer.

## Karriere
Meyer begann seine Motorsportkarriere 2008 im Kartsport, in dem er bis 2012 aktiv war. 2010 debütierte er zudem im Formelsport. Für AIM Motorsport trat er zu einem Rennen der Star Mazda Championship an. 2011 fuhr Meyer zwei Star-Mazda-Rennen für AIM Motorsport. Im Winter 2011/12 ging Meyer in der Winterserie der Formula Car Challenge an den Start und wurde Achter in der PFM-Wertung. 2012 erhielt Meyer ein Vollzeitcockpit bei AIM Motorsport in der Star Mazda Championship. Dabei erreichte er den 15. Gesamtrang. 2013 blieb Meyer in der Rennserie, die nun Pro Mazda Championship hieß, und wechselte zu JDC Motorsports. Ein vierter Platz war sein bestes Ergebnis. Als bester Fahrer seines Rennstalls beendete er die Saison auf dem sechsten Gesamtrang.
2014 wechselte Meyer in die Indy Lights zum Team Moore Racing. Er ließ zwei Rennen aus und wurde mit einem vierten Platz als bestem Ergebnis Gesamtneunter. Er beendete jedes Rennen in dieser Saison in den Top 10.

## Karrierestationen
| - 2008–2012: Kartsport - 2010: Star Mazda Championship - 2011: Star Mazda Championship (Platz 18) | - 2012: Formula Car Challenge, Winterserie, PFM (Platz 8) - 2012: Star Mazda Championship (Platz 15) - 2013: Pro Mazda Championship (Platz 6) | - 2014: Indy Lights (Platz 9) |